# 8月19日 (旧暦)
旧暦8月19日（きゅうれきはちがつじゅうくにち）は、旧暦8月の19日目である。六曜は友引である。

## できごと
- 延暦元年（ユリウス暦782年9月30日） - 天応より延暦に改元
- 貞観8年（ユリウス暦866年10月1日） - 藤原良房が摂政に就任。初の皇族以外の摂政
- 文化4年（グレゴリオ暦1807年9月20日） - 永代橋崩落事故。死者・負傷者・行方不明者1,400人。
- 文久3年（グレゴリオ暦1863年10月1日） - 七卿落ち。八月十八日の政変で三条実美ら公卿7人が長州へ向かう
- 明治元年（グレゴリオ暦1868年10月4日） - 江戸幕府海軍副総裁・榎本武揚が幕府全艦隊8隻を率いて江戸から箱館に向けて出航

## 忌日
- 建久5年（ユリウス暦1194年9月5日） - 安田義定、武将（* 1134年）
- 建武2年（ユリウス暦1335年9月6日） - 諏訪頼重 (南北朝時代)、武将（* 生年不詳）
- 建武2年（ユリウス暦1335年9月6日） - 諏訪時継、武将（* 生年不詳）
- 延宝8年（グレゴリオ暦1680年9月11日） - 後水尾天皇、108代天皇（* 1596年）
- 享保11年（グレゴリオ暦1726年9月14日） - 日寛、僧侶（* 1665年）
- 文化13年閏（グレゴリオ暦1816年10月10日） - 徳川治紀、第7代水戸藩主（* 1773年）
- 天保3年（グレゴリオ暦1832年9月13日） - 鼠小僧次郎吉、盗賊（* 1797年）